# Jan II Żelazny
Jan II Żelazny (raciborski) (ur. ok. 1365, zm. 1424) – książę raciborski w latach 1380/1382–1424, w latach 1385–1392 zastawił Karniów książętom opolskim, do 1385 i od 1405/1407 w Bruntálu, od 1396 w Pszczynie i Mikołowie.

## Życiorys
Jan II Żelazny był starszym synem księcia karniowsko-raciborskiego Jana I i księżniczki żagańskiej Anny. Pochodził z bocznej linii Przemyślidów.
Po śmierci ojca, która nastąpiła między 1380 a 1382, Jan II przejął początkowo rządy na całością księstwa, wraz z opieką nad młodszym bratem Mikołajem IV. Dopiero w 1385, w związku z osiągnięciem przez Mikołaja pełnoletniości, wydzielił mu niewielkie terytorium z Bruntálem jako głównym ośrodkiem władztwa (tereny te odzyskał po bezpotomnej śmierci brata pomiędzy 1405 a 1407). Jednocześnie Jan II będąc w tarapatach finansowych zastawił księciu opolskiemu Władysławowi (odbyło się to za zgodą suwerena króla Czech Wacława IV Luksemburczyka) część ojcowizny z Karniowem i Głubczycami. W 1390 roku kazał utopić dwóch księży z Żor i Krzyżowic. W 1391 najechał zbrojnie i złupił posiadłości biskupstwa krakowskiego w Małopolsce (klucze lipowiecki i sławkowski). Jako odszkodowanie za spowodowane zniszczenia zmuszony został ustąpić biskupowi Janowi Radlicy wsie Imielin, Chełm i Kosztowy.
Jan II całą swoją karierę polityczną związał ze służbą na praskim dworze dynastii Luksemburgów, ściśle współpracując z Wacławem IV, Jodokiem z Moraw i Zygmuntem. Powiązania te dały już owoce w 1397, kiedy to Jan II został mianowany pierwszym komornikiem królestwa czeskiego, a następnie starostą niemodlińskim i kłodzkim. W tym samym roku związał się z opozycyjną Jednotą Pańską i wziął udział w zamachu na członków jej rady, osobiście mordując Purkarta Strnada z Janovic.Od tego czasu Czesi nazywali go mało pochlebnym określeniem „mistrz Hanusz”, w rozumieniu kata. W 1399 roku został ekskomunikowany za splądrowanie dóbr biskupa ołomunieckiego. Będąc w sojuszu z Prokopem Luksemburskim, który walczył ze swoim bratem Jodokiem z Moraw wspieranym z kolei przez Zygmunta Luksemburskiego w 1400 r., najechał na Węgry, jednak wyprawa odwetowa króla węgierskiego w październiku tego roku zniszczyła ziemię raciborską. Jan II długo utrzymywał bardzo dobre stosunki z królem Władysławem Jagiełłą, który w 1402 roku zaprosił go na swój ślub i wesele z Anną Cylejską. 
W 1406, chcąc nie dopuścić do trwałego usadowienia się Piastów cieszyńskich w Oświęcimiu, Jan II stał się inicjatorem morderstwa najstarszego syna Przemysława I Noszaka – również Przemysława. Zabójstwo nie przyniosło jednak spodziewanych profitów, a stało się tylko zarzewiem panującej między dynastiami nienawiści.
Wierna służba Luksemburgom nie przeszkodziła Janowi II wzięcia udziału w 1414 wojnie Polski z zakonem krzyżackim i to po stronie polskiej, co wydaje się o tyle dziwne, że Wacław IV opowiadał się w tym konflikcie (choć ostatecznie pozostał neutralny) raczej po drugiej stronie.
Po wybuchu powstania husyckiego Jan II zdecydowanie wystąpił przeciwko nowemu prądowi religijnemu, składając we Wrocławiu w 1420 hołd lenny Zygmuntowi Luksemburczykowi. Rok później uwięził przejeżdżające przez jego terytorium poselstwo powstańców pragnące zaproponować władcy Polski Władysławowi Jagielle tron czeski, co spowodowało najazd husytów na księstwo raciborskie.
W 1422 Jan II zdołał wykupić od książąt opolskich ziemię karniowsko-głubczycką.
Jan II Żelazny był żonaty od 16 stycznia 1407 z Heleną (zm. po 2 marca 1449), córką Korybuta, pochodząca z bocznej linii Giedyminowiczów. Z małżeństwa tego doczekał się dwóch synów (byli to: Mikołaj V i Wacław II), oraz córki Małgorzaty (wydanej za mąż najpierw za Kazimierza I oświęcimskiego, potem zaś za Siemowita V mazowieckiego).
Jan II został pochowany w klasztorze dominikanek w Raciborzu.
Wywód przodków: